# Belmont (Kansas)
Belmont ist ein Ort im Bundesstaat Kansas in den Vereinigten Staaten. Er liegt im Township of Eagle im Kingman County. Das U.S. Census Bureau hat bei der Volkszählung 2020 eine Einwohnerzahl von 57 ermittelt. Die Gegend ist landwirtschaftlich geprägt.